# Герберт Уэст — реаниматор
«Герберт Уэст — реаниматор» (англ. Herbert West – Reanimator), также переводят как «Герберт Уэст — воскреситель мёртвых» — рассказ американского писателя Говарда Филлипса Лавкрафта в жанре ужасов. Рассказ был написан между октябрём 1921 и июнем 1922 года. Впервые опубликован в феврале-июле 1922 в журнале «Home Brew». По мотивам рассказа в 1985 году был снят одноимённый фильм, за которым последовало два продолжения, а также была выпущена серия комиксов.
Лавкрафт впервые создал зомби в современном виде — оживленные препаратом мертвецы, у которых повадки зверей. В рассказе впервые описывается Аркхэм и Мискатоникский университет. Это первая «профессиональная» публикация Лавкрафта — писатель получил по $5 за каждую из шести частей.

## Сюжет
Рассказ состоит из 6 частей, которые были опубликованы в 1922 году:

### Из тьмы / From the Dark
Рассказчик, чьё имя неизвестно, вспоминает историю исчезновения его друга Герберта Уэста. Семнадцать лет назад они вместе учились на медицинском факультете в Мискатоникском университете в Аркхэме. Уэст полагал, что человеческое тело — это просто сложная органическая машина и смерть можно победить при помощи препарата, «перезапускающего» механические процессы в теле. Уэст ставил эксперименты на животных и собирался перейти на людей, но декан Аллан Халси запретил эти опыты. Тогда студенты оборудовали лабораторию в Бостоне, на заброшенной ферме Чапмана (англ. Chapman farmhouse), за Медов-Хилл (англ. Meadow Hill). Двое гробовщиков раздобыли для них трупы с кладбища Церкви Христа (англ. Christchurch Cemetery) и кладбища для бедных на поле Поттера (англ. Potter’s field). Первые эксперименты были безуспешны. Видимо, трупы были недостаточно свежи. Уэст использовал новую формулу на трупе рабочего, утонувшего в пруду Самнера (англ. Sumner’s Pond). Уэст сидел у трупа, чтобы расспросить мертвеца о Загробной жизни, когда он вернется из недоступных сфер. Через час мертвец завопил, словно, сама преисподняя разверзлась и исторгла проклятых (англ. Damned). Студенты в ужасе сбежали. Утром в газетах написали, что неизвестный разрыл свежую могилу на кладбище — свою же могилу. Все последние годы Уэст провел в страхе, оглядываясь назад.

### Демон эпидемии / The Plague-Daemon
Аркхем поразила эпидемия тифа, на борьбу с которой были отправлены Уэст и рассказчик. Уэст все ещё боялся мести адского существа, которое, словно ифрит, вырвалось из чертогов Эблиса или пещер Тартара. На выпускном вечере Уэст принес труп в лабораторию университета и ввел ему препарат. Глаза существа открылись и сразу же навсегда закрылись. Видимо, в каждом случае нужен был разный состав препарата. Вскоре декан Хелси умер от тифа и студенты посетили похороны, а затем пошли в бар «Коммершиал Хаус». В качестве последнего акта извращенного уважения к своему бывшему сопернику Уэст украл его труп и реанимировал его в общежитии. По необъяснимым причинам, мертвец ожил, он стал менее умен и гораздо более жесток. Мертвец избил студентов и выпрыгнул в окно. В ту ночь он убил сторожа кладбища, когда пытался разрыть свою могилу, а затем совершил серию убийств. Газеты сообщили, что демон и садист убил в Аркхэме 17 человек. Полицейские подстрелили Хелси в доме на Крэйн-стрит. Монстра поместили в психиатрическую лечебницу Сэфтон, где все последующие 16 лет он бился в камере, как в клетке. Врачи заметили в нём сходство с Хелси. Раздосадованный Уэст лишь проклинал факт того, что мозг Хэлси, видимо, оказался недостаточно свежим.

### Шесть выстрелов в лунном свете / Six Shots by Moonlight
Медики несколько лет работали в Болтоне и жили в доме у кладбища на Понд-Стрит — чтобы иметь легкий доступ к трупам. Уэст заполучил тело боксера Бака Робинсона, убитого в уличном матче. Препарат не дал результата и они похоронили труп за домом. Вскоре в газетах сообщили, что в городе пропал ребёнок. Ночью рассказчик услышал царапанье в дверь. Уэст вышел на порог и увидел уродливый гигантский силуэт, который передвигался почти на четвереньках. Во рту существа была оторванная рука ребёнка. Уэст выстрелил в него 6 раз из пистолета и узнал в нём боксера.

### Вопль мертвеца / The Scream of the Dead
Рассказчик навестил родителей в Иллинойсе, а по возвращении застал Уэста с трупом иностранца Роберта Льюита из Сент-Луиса. Уэст прибегнул к искусственной консервации и усовершенствовал раствор для бальзамирования, что позволило предотвратить начало разложения и идеально сохранить труп в момент смерти, когда Уэст введет химическое реанимирующее вещество. Мертвец — коммивояжер, умерший от инфаркта на глазах Уэста, поэтому ему на редкость повезло и свежесть трупа была идеальной. Уэст наконец-то узнает у него, что находится за пределами непостижимой бездны (англ. Beyond the unfathomable abyss) и пещер за пределами барьера смерти (англ. Gulfs and caverns beyond death’s barrier). После второй инъекции препарата, существо открыло глаза и завопило. Рассказчик спросил: «Где вы были?»; а он произнес: «Только сейчас»... Мертвец начинает яростно биться, показывая, что на самом деле умер от того, что Уэст задушил его подушкой.

### Ужас из тёмного угла / The Horror From the Shadows
Пять лет спустя, во время Первой мировой войны, в 1915 году рассказчик и Уэст служили в канадском полку во Фландрии. Уэст перебрался в Оттаву, но не из чувства долга, а из-за скопища умирающих. Уэст со страхом говорил об оживленных им существах и стал ненормально смотреть на живых людей. Уэст начал радикальные опыты по оживлению отдельных частей тела в госпитале в Сент-Элои. Уэст создал неумирающую ткань из эмбриона тропической рептилии, жизнь в которой поддерживалась при помощи искусственного питания. Уэст варил это вещество в чане, в котором плавали части тела. Обычно эксперименты Уэста заканчивались выстрелами из пистолета. Уэст получил тело коллеги, главного хирурга части Эрика Клэфама-Ли, а также его пилота Рональда Хилла (англ. Ronald Hill). Они недавно разбились на самолёте. Уэст отсек офицеру голову и поместил её в чан, а затем сделал инъекцию препарата в руку. Тело начало биться, переживая последние мгновения жизни при падении самолёта, а голова в чане закричала: «Прыгай, Рональд!». В этот миг в здание попал немецкий снаряд, от чего Уэст и рассказчик потеряли сознание. Тело офицера Клэпхема-Ли исчезло. С тех пор Уэст панически боялся преследования со стороны безголового офицера, который перенял от Уэста секрет оживления мертвецов. Все последующие пять лет Уэст проводил ещё более чудовищные эксперименты.

### Имя им легион / The Tomb-Legions
Уэст жил в особняке у старого кладбища Бостона. В подвальной лаборатории он выкопал тоннель, ведущий к кладбищу, прямо в тайную комнату под гробницей Аверилиев (англ. Tomb of the Averills), построенную в 1768 году. Уэст пристрастился к гробокопательству. В последний день своей жизни Уэст сидел с рассказчиком в доме и читал газету. В статье писали, что изуродованные люди ворвались в психбольницу Сефтон и загрызли зубами 4 медработников, а их главарь в военной форме потребовал выдать им каннибала Аллана Халси. Надзиратель заявил, что голос военного исходил не от головы, а из большого чёрного ящика, который тот держал в руках, а вместо головы у него было восковое лицо со стеклышками вместо глаз. Все они действовали не как живые люди, а, словно, автоматически двигались под управлением их лидера. В полночь в дверь Уэста позвонили и оставили ящик с надписью: «От Эрика Клэфама-Ли». Уэст отнес ящик в подвал и сжег. В этот миг обрушилась часть стены и погас свет. В лабораторию один за одним вошла толпа существ из «Нижнего мира» (англ. Nether world). Понимая, что его смерть неизбежна Уэст не сопротивлялся и не издал ни звука, когда твари разорвали его на куски. В качестве последнего оскорбления Клэпхэм-Ли обезглавил труп Уэста и утащил голову в подземную обитель. Только тогда в голубых глазах Уэста впервые вспыхнули искренние, неподдельные чувства. В полиции рассказчика подозревали в убийстве и посчитали сумасшедшим, поскольку стена в подвале была цела. Рассказчик уверял, что виноваты легионы мертвецов из склепа, не издающих ни звука.

## Персонажи

### Герберт Уэст
- Герберт Уэст (англ. Herbert West) — учёный, изобретатель специфического реагента, который при введении в мёртвый организм способен его оживить. Невысокий стройный, светловолосый юноша в очках с тонкими чертами лица, бледно-голубыми глазами и тихим голосом. Великолепный учёный, самовлюблённый, все время посвятивший своей работе. Уэст — холодная умная машина. У него отсутствуют понятия морали — эти черты прекрасно изображены в фильме 1985 года. Изучал оккультные книги и теорию воскрешения. Невозмутимо наслаждался экспериментами с трупами и зрелищем самых отвратительных чудовищ, ввергающих в ужас любого здорового человека. За бледным лицом интеллектуала скрывался утонченный Бодлер физического эксперимента, томный Элагабал могил. Страдал манией преследования.

### Рассказчик
- Рассказчик (англ. The Narrator) — единственный друг Уэста, сокурсник, хирург, младший лейтенант. Вдохновлялся бесстрашием и смелостью экспериментов Уэста. Некоторое время спустя эксперименты стали пугать его аморальностью, надругательством над законами природы. Впоследствии ему кажется, что Уэста интересует не сама наука, а игра в Бога — рассказчик просто боится Уэста, даже, становится, образно выражаясь, его рабом. В кино экранизации персонаж прослужил прообразом Дэна Кейна, которого сыграл Брюс Эбботт.

### Аллан Халси
- Аллан Халси (англ. Dr. Allan Halsey) — декан медицинского факультета Мискантоникского университета в Аркхеме. Запрещал опыты Уэста, умер от тифа, после чего был оживлен Уэстом.

### Эрик Клэфам-Ли
- Сэр Эрик Морлэнд Клэфам-Ли (англ. Major Sir Eric Moreland Clapham-Lee) — военный хирург дивизии, майор и командир Уэста во время Первой мировой войны, кавалер ордена «За безупречную службу». Эрик, как и Уэст, мечтает обмануть смерть. Погиб во время крушения самолёта. Уэст реанимирует его тело и отдельно голову. После Эрик исчез. Мертвец носил на плечах голову из воска, а настоящую — в чёрном портфеле. Преследовал других мертвецов, сбежавших от Уэста.

### Мертвецы
- Мертвецы (англ. Dead) — восставшие из мертвых, реанимированные с помощью инъекции раствора. Лавкрафт называет их «проклятые из ада», «твари», «существа из склепа», «молчаливые бредущие», «безмолвные монстры».

Мертвец издал адский крик, словно, сама преисподняя разверзлась, исторгнув стенания проклятых, поскольку в одной немыслимой какофонии был сосредоточен весь божественный ужас и неестественное отчаяние живой природы. Человек не способен издавать такие звуки. Позже, оно пыталось разрыть руками свою могилу.
Антропоморфный изверг никого не оставлял в живых. Когда им овладевал голод, он не знал пощады. Существо оказалось человеком. В этом не могло быть сомнений, несмотря на мутный взгляд, обезьяний облик и демоническую свирепость.
Гигантская изуродованная тварь, которая может привидеться только в кошмарном сне: иссиня-черный призрак с остекленевшими глазами, двигающийся почти на четвереньках, покрытый кусками плеcени, листьями и виноградными лозами, перепачканный запекшейся кровью.

В зубах он держал крохотную человеческую кисть. Изверги избивали и рвали зубами всех, кто не успел спастись бегством. Их очертания были человеческими, получеловеческими, отчасти человеческими и вовсе нечеловеческими — толпа была до безобразия разношерстной.

## Вдохновение
Лавкрафт написал рассказ как пародию на «Франкенштейна» Мэри Шелли. Лавкрафт упоминает многочисленные ссылки на Франкенштейна (даже намекая на поэзию Сэмюэля Тейлора Колриджа, — как это сделала Шелли). Рассказ является первым произведением Лавкрафта, в котором существенно увеличился объём и появилась структура сюжета из 6 глав, — характерная для его последующих произведений. Предыдущие произведения Лавкрафт писал как очень короткие рассказы.
Лавкрафт впервые в истории литературы создал зомби в их современном виде — оживленные препаратом мертвецы, у которых обострились звериные инстинкты; они невероятно жестоки, разрывают людей на части; они могут говорить. Хотя, при этом, у них сохранилась часть памяти, но их личность уже не является человеком. Лавкрафт основывался на классическом виде мертвецов из литературы и мифологии — Проклятые (англ. Damned) из ада. Но у Лавкрафта всегда есть отличия.
Лавкрафт впервые в истории литературы описывает процесс мгновенного разложения тела — что станет популярным приемом в фантастической литературе. Уэст впервые воскрешает умершего в доме на Медов-Хилл (англ. Meadow Hill) — это похоже на легенды о колдунах, которые вызывают на холмах нечистую силу. Отсеченная голова колдуна, что продолжает жить без тела часто встречается в готической литературе.
В мифологии и фольклоре существует много существ, связанных с адом или магией Вуду. В мифологии Древнего Египта описано, что в Ином мире обитают боги, духи, демоны, а также Меджед: у него глина вместо головы и сверкающие глаза, — это черты майора. Лавкрафт упоминает Бодлера и Африта из чертогов Эбиса («Ватек»); сравнивает Уэста с Элагабалом; мертвецов относит к пещерам Тартара и «Нижнему миру» (англ. Nether world). Уэст изучал труды Геккеля и Птолимея, Гальвинизм, антидарвинизм, антиницшеанство и Саббатианство, а также оккультные книги, в которых описано воскрешение мертвых из праха — что более похоже на Западносемитскую мифологию.
Образ безумного ученого повлиял на жанр ужасов. Лавкрафт в юности был увлечен «Войной миров» Герберта Уэллса и можно заметить его сходство с именем героя. Будучи под впечатлением от романа он писал в письмах: «я обнаружил, что идентифицирую себя с одним из персонажей, пожилым ученым, который сражается с некой угрозой ближе к финалу». Но Уэст молод. В финале Уэст обнаруживает в подвале тайную комнату, построенную столетие назад — что похоже на «мечту о доме» Карла Юнга (рассказанную Зигмунду Фрейду в 1909 году): спуск через исторически-стратифицированный фамильный дом в романский погреб; нахождение тайного лаза, доисторической пещеры, заваленной костями, реликвиями, и т. п.

## Реакция
Лавкрафт утверждал, что недоволен работой, написав её только потому, что ему платили по пять долларов за каждый взнос. Более того, ему не нравилось требование, чтобы каждая партия заканчивалась как захватывающий фильм, — что не похоже на его литературный стиль. Лавкрафт также должен был начинать каждую часть с повторения предыдущего эпизода из-за формата в публикующимся журнале. Книга «Научная фантастика: ранние годы» характеризует рассказ «Герберт Уэст — Реаниматор» как «жалкую работу».
С. Т. Джоши, исследователь творчества Лавкрафта, утверждает, что тогда «Герберт Уэст — Реаниматор» был «повсеместно признан самым слабым трудом Лавкрафта».
В 2013 году Уэст в исполнении Джеффри Комбса был выбран журналом «Empire» как 42-й по величине персонаж в фильмах ужасов, назвав его «одним из величайших безумных ученых кинематографа». Когда список был обновлен в 2020 году, Уэст занял 43-е место.

## Связь с другими произведениями
В этом рассказе впервые появляется Мискантоникский университет и Болтон.
В рассказе «Картина в доме» впервые упоминается Аркхем и колдун каннибал.
В рассказе «Склеп» герой говорил с мертвецами.
В рассказе «Изгой» мертвец описывает Загробную жизнь.